# Minne, sorg och törne
Minne, sorg och törne (engelska: Memory, Sorrow, and Thorn) är en fantasytrilogi skriven av den amerikanska författaren Tad Williams. Serien är utgiven av förlaget DAW Books mellan oktober 1988 och mars 1993. På svenska släpptes böckerna av B. Wahlströms. Vid översättningen valde B. Wahlströms att dela upp varje engelsk bok i mindre delar, sammanlagt tolv böcker gavs ut på svenska. De engelska böckerna omfattar totalt cirka 2500 sidor. 
Handlingen utspelar sig på den fiktiva kontinenten Osten Ard och handlar inledningsvis om kökspojken Simon som dras in i en maktkamp med två rivaliserande bröder. Serien har hamnat på The New York Times bestsellerlista.